# Alchemilla sect. Alpinae
Alchemilla sect. Alpinae ist eine der 13 europäischen Sektionen der Gattung Frauenmantel (Alchemilla). Die meisten Arten wurden früher in den Artengruppen Alchemilla vulgaris agg. und Alchemilla conjuncta agg. geführt.

## Beschreibung

### Erscheinungsbild
Die Arten der Sektion Alpinae sind kleine bis mittelgroße Halbsträucher oder Zwergsträucher: Spalier- und Teppichsträucher, die dichte Matten bilden. Die ganze Pflanze ist meist dicht seidig anliegend behaart, häufig mit Ausnahme der Blattoberseiten. Dadurch besitzen die Pflanzen einen silberweißen Glanz.
Die Sämlinge bilden bald sprossbürtige Wurzel. Manchmal verzweigen sie sich schon im ersten Jahr, ihre Internodien sind 1 bis 4 Millimeter lang.
Die Hauptachse bildet wenige Wurzeln und ist langlebig. Sie kann bis 20 Jahresringe aufweisen. Auch alte Sprossachsen bilden noch Seitensprosse. Die diesjährigen Achsen sind zwei bis vier Millimeter dick, die Internodien sind zwei bis zehn (selten ein bis 20) Millimeter lang. Der erste Sommerstängel ist häufig in einen langen, stängelähnlichen, monopodial-zweiachsen Innovationsspross umgewandelt, der in der Literatur häufig als oberirdischer Ausläufer bezeichnet wird.
Der Stängel ist meist 5 bis 30 (3 bis 40) Zentimeter lang. Er ist aufrecht, die Sommerstängel auch aufsteigend. Er besteht bis zur Endblüte aus vier bis elf Internodien und ist etwa einen Millimeter dick. Aus den mittleren Stängelblattachseln entstehen manchmal Innovationssprosse.

### Blätter
Die Keimblätter sind kreisrund und haben einen kurzen Blattstiel. Das Primärblatt ist dreilappig, nur selten vier- oder fünflappig. Die Lappen sind etwa bis zur Mitte eingeschnitten, die Zipfel sind wenig spreizend.
Die Blattspreiten der Grundblätter sind 6 bis selten bis 10 Zentimeter breit. Sie sind nicht durchscheinend und an der Unterseite dicht seidig behaart. Die Blattoberseite ist meist höchstens auf den Zähnen oder bei Trockenheit stärker behaart. Spaltöffnungen finden sich nur an der Blattunterseite. Das Blatt ist in fünf bis neun Abschnitte geteilt, die zu 40 bis 100 % des Blattradius eingeschnitten sind. Die Abschnitte sind zwei- bis fünfmal so lang wie breit und haben fünf bis zehn Paar engmaschige Nebennerven sowie drei bis 21 Zähne. Die Zahnlänge beträgt zwei bis zehn Prozent des Spreitenradius. Der Blattstiel hat adaxial zumindest in trockenem Zustand eine Rinne. Seine Leitbündel sind zylindrisch, konzentrisch. Das abaxiale ist dabei ein bis zweimal so dick wie die beiden adaxialen. Die Haare am Blattstiel sind 0,5 bis 1,5 Millimeter lang. Am Blattansatz befinden sich drei Nerven, die ein bis drei Millimeter voneinander entfernt entspringen und allmählich und gleichmäßig konvergieren.
Die Nebenblätter sind trocken orangebraun und bilden eine mehrjährige Tunika. Die Nebenblätter sind 15 bis 30 Millimeter lang, das entspricht 7 bis 20 % der Stängellänge. Die Öhrchen sind 3 bis 6 Millimeter breit. Meistens sind sie ausgerandet oder kurz zweilappig, ansonsten ganzrandig. Sie sind stark gewimpert und an der Außenseite zumindest am Hauptnerv seidig behaart. Die beiden Öhrchen sind fast völlig miteinander verwachsen. Die Spitzen der Nebenblätter sind nicht krautig. Der Tuteneinschnitt ist nur 0 bis 2 Millimeter lang, maximal 7 % der Gesamtlänge.
Die Stängelblätter sind wesentlich kleiner als die Grundblätter. Die Nebenblätter am unteren Stängelblatt sind aufrecht bis aufrecht-sichelig. Sie tragen bis zu vier Zähne, die Öhrchen sind praktisch immer verwachsen. Am obersten Stängelblatt sind die zwei bis acht Zähne zum Spreitenansatz hin vergrößert. Die Hochblätter sind zu 17 bis 80 % eingeschnitten, ihre Zipfel sind 0,3- bis 0,4-mal so lang wie breit.

### Blütenstand und Blüten
Der Blütenstand besteht aus 50 bis 300 Blüten, selten nur aus 20. Die Teilblütenstände sind an den Ästen scheinährig aufgereiht. Sie sind meist kugelförmig und stellen einen gedrängten Wickel oder eine Scheindolde dar. Im Monochasium sind die Blüten häufig paarig einander genähert.
Die Fruchtstiele nicken häufig. Bei einigen Arten haben alle Blüten Brakteen, die als Tragblätter des nach oben folgenden Zweigsystems anzusprechen sind und nicht als Deckblätter von Einzelblüten.
Die Blüten sind an den Außenseiten dicht seidig. Ihre Farbe ist gelbgrün bis gelb, selten rot. Sie sind vierzählig, die obersten Blüten sind recht häufig dreizählig. Der reife Kelchbecher ist birnförmig bis kugelig und oben eingeschnürt, unten etwas zugespitzt. Die Kelchblätter sind ein- bis zweimal so lang wie breit, dabei halb so lang bis 1,25 mal so lang wie der Kelchbecher. Häufig sind sie konvex oder konkav, zurückgebogen bis zusammenneigend. Die Außenkelchblätter sind ein- bis dreinervig, selten auch an der Oberseite seidig. Sie sind 0,2 bis 0,6 mal so lang wie der Kelchbecher, dabei 0,2 bis 0,7-mal so lang wie die Kelchblätter und 0,1- bis 0,3-mal so breit wie diese.
Die Staubfäden sind spreizend, 0,2 bis 0,7 Millimeter lang, 0,06 bis 0,1 Millimeter breit, wobei der Ansatz etwas verbreitert ist. Der Diskus ist kreisrund, der Wulst ist breiter als die Öffnung. Es ist ein Fruchtblatt vorhanden, die Narbe halbkugelig bis kugelig oder auch kopfig. Sie ist 0,1 bis 0,33 Millimeter breit.
Die Nüsschen sind glatt, rund mit einem kurzen und spitzen Schnabel. Am Rücken sitzen einige Seidenhaare. Das Nüsschen reicht wenig aus dem Kelchbecher heraus, maximal zu 40 %. Die fruchtenden Blüten brechen leicht ab.

### Chromosomen
Die Chromosomen sind kugelig bis eiförmig, jedenfalls nie eingeschnürt.

## Ökologie
Die Blütezeit ist Juni bis Oktober, der Blühbeginn ist etwa zwei bis vier Wochen nach dem Pfirsich. Von der Anthese bis zur Fruchtreife vergehen üblicherweise 10 bis 16 (selten nur acht) Wochen. In der montanen Höhenstufe gibt es zwei Blühfolgen pro Jahr. Die Innovationssprosse werden nach der ersten Blüte ausgebildet.

## Verbreitung und Standorte
Die Arten der Sektion Alpinae kommen in den Hochgebirgen des südlichen Europa vor: Iberische Halbinsel, Pyrenäen, Alpen, Apennin, Korsika und Dalmatinisches Gebirge. Weiters möglicherweise in der Türkei, im Kaukasus und bis zum Nordiran. Auch in Nordwesteuropa bis nach Nordostamerika kommt sie vor.
Die Pflanzen wachsen in Felsspalten, auf ruhendem Schutt, sowie in alpinen und subalpinen Matten. Es gibt kalkstete, kalkliebende und kalkfliehende Arten. In der Sektion gibt es keine hygrophile Arten.

## Systematik
Die Sektion Alpinae ist eine der vier Grundsektionen der europäischen Alchemillen, aus denen die übrigen Sektionen durch Hybridisierung hervorgegangen sind.
Die Zuordnung der Arten zur Sektion folgt Fröhner (1995), wobei Änderungen der Sektionszuordnung und neue Arten aus Fischer (2008) übernommen wurden. Die mitteleuropäischen Arten sind:

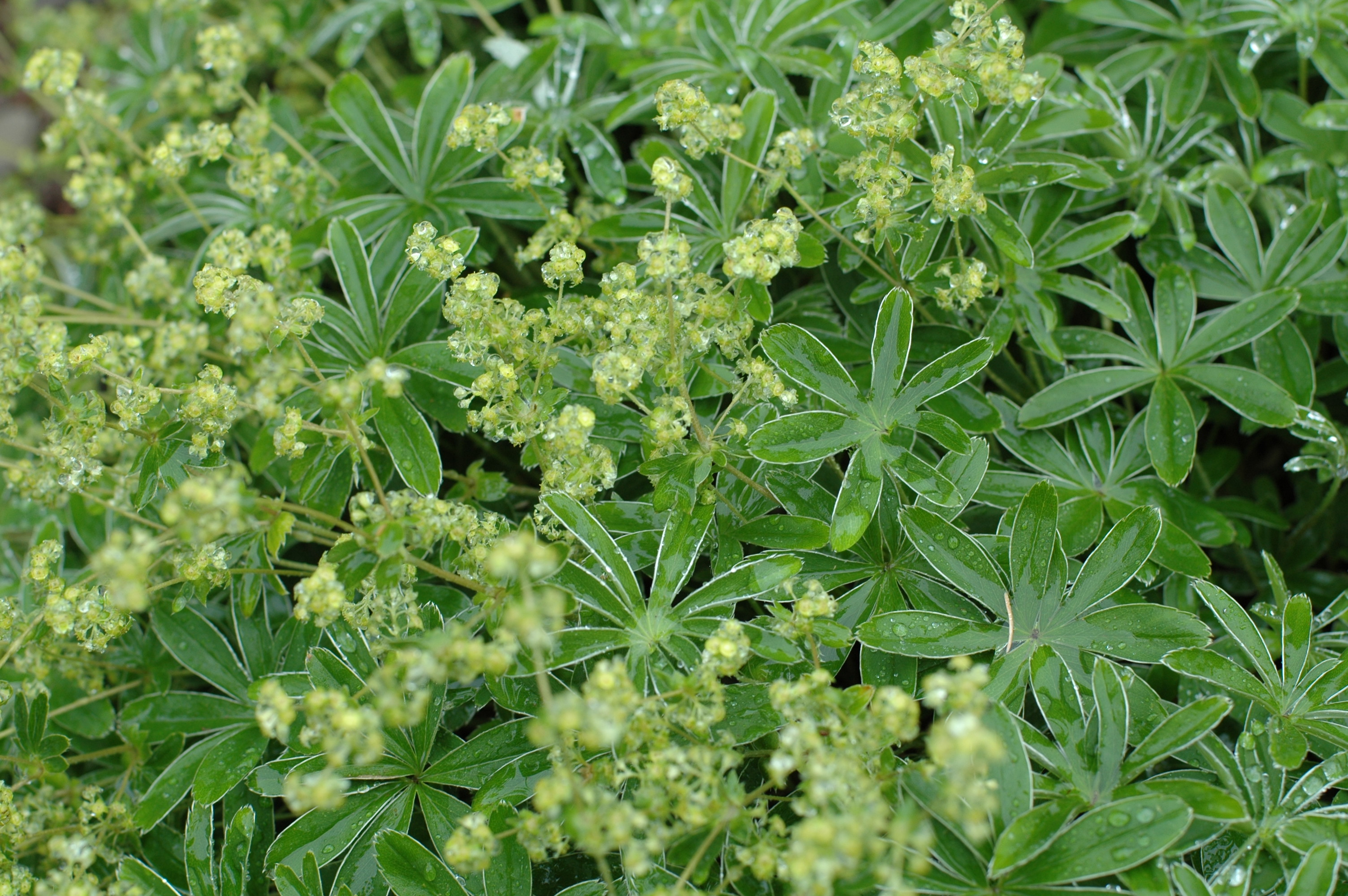
Hoppes Frauenmantel (Alchemilla hoppeana)

- Silber-Frauenmantel (Alchemilla alpigena Hegi)
- Alpen-Frauenmantel (Alchemilla alpina L.)
- Seidenglanz-Silbermantel (Alchemilla amphisericea Buser)
- Silberzahn-Frauenmantel (Alchemilla argentidens Buser)
- Schwarzgrüner Frauenmantel (Alchemilla atrovirens Jaquet)
- Brachets Frauenmantel (Alchemilla brachetiana Buser)
- Busers Frauenmantel (Alchemilla buseri Maill.)
- Handblättriger Frauenmantel (Alchemilla chirophylla Buser)
- Verbundener Frauenmantel (Alchemilla conjuncta Bab.)
- Gelber Frauenmantel (Alchemilla flavovirens Buser)
- Hoppes Frauenmantel (Alchemilla hoppeana (Rchb.) Dalla Torre)
- Dünnästiger Frauenmantel (Alchemilla leptoclada Buser)
- Langgliedriger Frauenmantel (Alchemilla longinodis (Buser) Maill.)
- Stein-Silbermantel (Alchemilla saxatilis Buser)
- Felsen-Frauenmantel (Alchemilla saxetana Buser)
- Vermittelnder Frauenmantel (Alchemilla transiens Buser)
- Velebit-Frauenmantel (Alchemilla velebitica (Janch.) Degen)

Die Sektion kann auch noch weiter unterteilt werden in die Serie Saxatiles und die Serie Hoppeanae.

## Belege
Soweit nicht unter Einzelnachweisen angegeben, basiert der Artikel auf folgenden Unterlagen:
- Sigurd Fröhner: Alchemilla. In: Hans. J. Conert u. a. (Hrsg.): Gustav Hegi. Illustrierte Flora von Mitteleuropa. Band 4 Teil 2B: Spermatophyta: Angiospermae: Dicotyledones 2 (3). Rosaceae 2. Blackwell 1995, ISBN 3-8263-2533-8, S. 216f.